# Боб Кенні
Боб Кенні (англ. Bob Kenney, 23 червня 1931 — 27 жовтня 2014) — американський баскетболіст.
Олімпійський чемпіон 1952 року.
Переможець Панамериканських ігор 1955 року.